# Parung (ort i Indonesien)
Parung är en ort i Indonesien.   Den ligger i provinsen Jawa Barat, i den västra delen av landet, 26 km sydväst om huvudstaden Jakarta. Parung ligger 101 meter över havet och antalet invånare är 193 898.
Terrängen runt Parung är platt.Runt Parung är det mycket tätbefolkat, med 2 103 invånare per kvadratkilometer. Närmaste större samhälle är Depok, 9,7 km öster om Parung. Omgivningarna runt Parung är en mosaik av jordbruksmark och naturlig växtlighet.